# Alfred Semsroth
Alfred Semsroth (* 12. März 1929 in Osnabrück; † 1. November 1998) war ein deutscher Politiker (SPD). Er war von 1972 bis 1974 Landrat des Landkreises Neustadt am Rübenberge und von 1974 bis 1982 Mitglied des Niedersächsischen Landtages.
Semsroth besuchte die Volks- und die Mittelschule in Osnabrück, die er im März 1947 mit der Mittleren Reife beendete. Bis 1949 machte er eine Lehre zum Betonbauer im Baugewerbe. Während dieser Zeit besuchte er abends eine Fachschule. Danach war er im Baugewerbe tätig. Er wurde 1947 Mitglied der IG Bau-Steine-Erden. Im Jahr 1952 wurde er Mitglied der SPD. Von 1952 bis 1956 war er Geschäftsführer der Verwaltungsstelle in Wolfsburg der IG Bau-Steine-Erden, von 1956 bis 1966 der Verwaltungsstelle Osnabrück. Seit dem April 1966 war er Landesvorsitzender von Niedersachsen der IG Bau-Steine-Erden. Semsroth war zudem auch Betriebsratsvorsitzender der Baufirma, in der er arbeitete. Er war im Aufsichtsrat mehrerer Unternehmen, so der Neuen Heimat in Bremen und in den Aufsichtsräten der Beton- und Monierbau A-G und der Zusatzversorgungskasse für das Dachdeckerhandwerk. Außerdem war er Vorstandsmitglied der Urlaubs- und Lohnausgleichskasse für die Bauwirtschaft und der Lohnausgleichskasse für das Dachdeckerhandwerk.
Semsroth war von 1961 bis 1966 im Rat der Stadt Osnabrück und war währenddessen von 1964 bis 1966 Mitglied des Verwaltungsausschusses der Stadt. Von 1968 bis 1972 war er im Kreistag und im Kreisausschuss des Landkreises Neustadt am Rübenberge, dessen Landrat er anschließend bis 1974 war. Von März bis Juni 1974 war er Interims-Landrat des Landkreises Hannover. In der achten und neunten Wahlperiode war er Mitglied des Niedersächsischen Landtages.
Semsroth starb am 1. November 1998.